# ウィル・マローン
ウィル・マローン（Wil Malone、1942年7月29日 - ）は、イングランドの音楽プロデューサー、作曲家、編曲家である。

## 経歴
1942年、ロンドンのハーリンゲイ区に生まれる。12歳の頃、サミュエル・バーバーの『弦楽のためのアダージョ』を聴き、編曲家への道を志す。
1960年代、オレンジ・バイシクルのメンバーとしてドラムやボーカル、キーボードを担当した。1968年、「ウィルソン・マローン・ヴォイスバンド」（The Wilson Malone Voiceband）名義でアルバム『ファニーサッド・ミュージック』をリリース。1969年、マイク・ボバック（Mike Bobak）とアンディ・ジョンズとのプロジェクトである「ボバック・ジョンズ・マローン」（Bobak, Jons, Malone）によるアルバム『マザーライト』をリリースした。
1970年、ソロ・アルバム『ウィル・マローン』をリリース。1972年、ホラー映画『地獄のサブウェイ』のスコアを手がけた。また同年、ロンドン交響楽団とイギリス室内合唱団が発表したアルバム『トミー』のオーケストラの編曲を担当した。
その後は裏方に転向し、マッシヴ・アタックの「アンフィニッシュド・シンパシィ」やザ・ヴァーヴの「ビター・スウィート・シンフォニー」などの楽曲ではストリングスのアレンジを手がけている。共に『トミー』の制作に携わったプロデューサーのルー・ライズナー、指揮者のデヴィッド・ミーシャム、ロンドン交響楽団らとアルバム『地底探検』（1974年）、サウンドトラック・アルバム『映画と実録でつづる第二次世界大戦』（1976年）を制作した。
音楽プロデューサーとしては、アイアン・メイデン、ネナ・チェリー、ジャンナ・ナンニーニらの作品で知られる。その他にも、ブラック・サバス、トッド・ラングレン、デペッシュ・モードなどと仕事している。

## ディスコグラフィ

### リーダー・アルバム
- 『ファニーサッド・ミュージック』 - Funnysad Music (1968年、Morgan)[9] ※ウィルソン・マローン・ヴォイスバンド名義
- 『マザーライト』 - Motherlight (1969年、Morgan Blue Town)[10] ※with マイク・ボバック、アンディ・ジョンズ
- 『オレンジ・バイシクル』 - Orange Bicycle (1970年、Parlophone) ※オレンジ・バイシクル名義
- 『シンフル・スキンフル』 - Sinful Skinful (1970年、Explosion) ※フィックル・ピックル名義
- 『ウィル・マローン』 - Wil Malone (1970年、Fontana)[11]

## フィルモグラフィ

### 映画
- 『地獄のサブウェイ』 - Death Line (1972年) ※サウンドトラックを担当